# Saturnino Llorente
Saturnino Llorente (Buenos Aires, 14 de diciembre de 1915-San Luis, 20 de marzo de 1993) fue un ingeniero agrónomo y hacendado argentino. Fue presidente del Banco de la Nación Argentina (1966-1969) y gobernador de facto de la provincia de Buenos Aires (1969-1970) durante la dictadura autodenominada Revolución Argentina.

## Biografía
Nació en Buenos Aires en 1915 y estudió ingeniería agrícola. Dedicó la mayor parte de su carrera a la actividad agrícola-ganadera, administrando campos y empresas del sector, siendo también representante de empresas en Estados Unidos. Fue miembro fundador de la Asociación Cristiana de Dirigentes de Empresa (ACDE), encabezada por Enrique Shaw, y de la Corporación Rural de Emprendimientos Agrícolas.
En agosto de 1966, el presidente de facto Juan Carlos Onganía lo designó presidente del Banco de la Nación Argentina, cargo que ocupó hasta junio de 1969, al ser designado gobernador de la provincia de Buenos Aires por el decreto 3390/1969. Se desempeñó en ese cargo hasta junio de 1970. Su ministro de economía fue Alieto Guadagni. Durante su gestión intentó disolver la obra social provincial, contando con la oposición de la Confederación General del Trabajo.
Falleció en marzo de 1993 en San Luis, mientras se encontraba de cacería.